# 高木孝一 (政治家)
高木 孝一（たかぎ こういち、1919年〈大正8年〉1月2日 - 2012年〈平成24年〉6月1日）は、日本の政治家、実業家。高木建設創業者、同社社長。高木商事社長。福井県議会議員。敦賀市議会議員。第57代福井県議会議長、第13-16代敦賀市長などを歴任した。長男は第5代復興大臣、自由民主党衆議院議員の高木毅。

## 来歴
福井県敦賀市出身。1936年、国鉄敦賀機関区に勤務する。1950年、国鉄を退職する。
1951年、敦賀市議会議員に当選する。1954年、高木建設を創立する。1959年、福井県議会議員に当選する。
1966年6月28日から同年12月16日、第54代副議長を、1972年5月26日から1973年6月25日、第57代議長を務めた。
1979年4月から1995年4月の4期16年間敦賀市長。市長在任中は全国原子力発電所所在市町村協議会会長も務めた。
1986年4月-1995年4月、学校法人敦賀学園（敦賀短期大学。1986年開校、2012年度限りで閉校）初代理事長。
2012年6月1日、死去。93歳没。没後の同年6月29日、従四位に叙せられた。

## エピソード

### 長男・高木毅の下着窃盗事件
1996年、2000年いずれの衆議院議員総選挙でも息子・毅の「下着泥棒」について触れた怪文書がばら撒かれたが、その裏で高木は火消しのため努力をした。捜査関係者は「高木毅が現場から逃げる様子が防犯カメラにしっかり映っていたが、敦賀市長でもあった高木毅の父が謝罪し、示談で終わった」と証言している。
敦賀気比高等学校前には高木の銅像が建てられている。2000年の選挙の際には、高木の銅像の頭に女性ものの下着が被せられるという事件が起こった。

## 人物
宗教は曹洞宗。住所は福井県敦賀市沓見。

## 政策・主張

### 原発
原子力発電所立地による町づくりを推進、敦賀発電所3・4号機増設計画や高速増殖炉もんじゅの試運転に同意した。1992年には中池見湿地の液化天然ガス基地建設誘致を表明した。
1983年1月26日、志賀原子力発電所建設計画が進められていた石川県羽咋郡志賀町（現・羽咋市）で、羽咋広域商工会主催の講演会に招かれて講演。「（1981年4月の敦賀発電所放射性廃液漏出事故について）マスコミがなぜ騒ぐのかまったくわからない」「電源三法交付金や原発企業からの協力金でタナボタ式の街づくりができるから（原発を）お勧めしたい」「（放射能汚染で）50年後、100年後に生まれる子どもがみんな片輪（原文ママ）になるかわからないが、今の段階では（原発を）やったほうがよいと思う」等と述べた。

## 家族
高木家
- 妻・信子[2]（1926年 - 2022年） - 2022年11月2日、老衰のため死去、96歳[15]。
- 長女[2]
- 二女[2]
- 三女[2]
- 長男・毅[2]（政治家、1956年 - ）

## 栄典
- 2012年6月 従四位を叙位された[16]